# 벨레리안드
《실마릴리온》 등장 지역 중 하나. 태양의 1시대에 일어난 사건의 주 무대가 되는 곳이다.
모르고스와 그의 세력, 요정의 여러 분파, 곧 이어 나우그림이라 불리는 난쟁이의 등장과 인간의 도래로 각양각색의 종족과 그 안의 인물 간의 사건이 이 땅을 중심적으로 일어난다.
분노의 전쟁이 끝난 뒤 악의 소멸을 위해 정화 불가능한 벨레리안드 대부분의 땅을 가라앉게 만들어 2시대부터는 에레드 루민과 옷시리안드 일부만이 남게 되었다.

## 활동한 종족

### 아이누
유일신 일루바타르가 에아 창조를 명령하자 대부분의 창조, 관리를 맡은 권능
- 모르고스: 악한 존재. 세상의 훼손을 일으켰다.
- 울모: 물을 관장하는 권능.
- 옷세: 파도를 일으키는 권능.
- 사우론: 모르고스의 수하로 다양한 재주의  권능.
- 멜리안: 발라 바나와 에스테를 따르는 권능
- 에온웨: 만웨를 따르는 강력한 권능.
- 만웨: 발라의 왕. 하늘의 권능.
- 오로메: 사냥의 권능. 요정을 아만으로 이끈다.

### 요정
수많은 분파에서 이름을 남긴 존재가 많았다.

#### 놀도르
- 페아노르: 실마릴 세공자. 가장 위대한 요정으로 알려졌다.
- 핑골핀: 놀도르 대왕. 사후 그의 아들들 핑곤과 투르곤이 대왕직을 이어갔다.
- 핀로드: 가운데땅의 피나르핀 가의 리더. 베렌과 함께 떠났으나, 도중에 포박되어 베렌 대신 희생하여 죽었다.
- 마이드로스: 페아노르 가의 리더. 분노의 전쟁이 끝날 때까지 살아남았다.
- 핑곤: 핑골핀의 사후 놀도르 대왕.
- 투르곤: 핑곤의 사후 놀도르 대왕.
- 길 갈라드: 투르곤 사후 놀도르 대왕.

#### 신다르
- 싱골: 도리아스 왕. 멜리안과 함께 다스렸다. 요정 중 가장 고귀한 혈통의 루시엔을 낳았으며, 먼 훗날 인간 왕가의 시조가 되었다. 그의 후손으로 엘론드, 아르웬, 아라고른 2세 등이 있다.
- 켈레보른: 갈라드리엘의 배우자. 2시대부터 갈라드리엘과 함께 임라드리스의 통치자가 되었다. 태양의 4시대까지 살아남아 가운데땅의 땅을 다스렸으나 권태감을 느끼게 되자 외손자 엘라단, 엘로히르와 함께 서녘으로 향했다.
- 키르단: 팔라스림 군주. 발리노르로 향하는 여정을 보류하고 자신을 따르는 이들과 벨레리안드 남부를 다스렸고 놀도르, 신다르 모두에게 우호적이었다. 2시대부터 회색항구를 거점으로 삼아 태양의 4시대까지 살아남아 서녘으로 향했다.
- 마블룽: 도리아스 장군. 싱골 사후 난쟁이의 침략에 전사했다.
- 벨레그: 도리아스 장군. 후린의 아들 투린에게 살해당했다.

### 인간
태양의 제 1시대에 벨레리안드에 도래한 존재이기에 그 이전 시대에 존재한 인물은 없다.

#### 베오르 가문
- 베오르: 베오르 가문의 시조.
- 브레고르: 바라히르의 부친.
- 보레골라스: 바라히르의 아우.
- 벨레군드: 후오르의 아내 리안의 부친
- 바라군드: 후린의 아내 모르웬의 부친
- 바라히르: 도르소니온 저항군 대장.
- 베렌: 실마릴 회수의 주역. 누메노르와 아르노르 곤도르 국왕들의 시조.

#### 하도르 가문
- 마라크: 벨레리안드로 진입할 당시의 족장.
- 하도르: 하도르 가 족장. 마라크의 후손.
- 갈도르: 후린과 후오르의 부친
- 후린: 문서 참조
- 후오르: 문서 참조
- 투린 투람바르:후린의 아들. 싱골의 양아들이자 글라우룽 살해자.
- 니에노르: 후린의 딸이자 투린의 아내.
- 투오르: 후오르의 아들. 문서 참조

#### 할레스 가문
- 할다드: 할레스의 부친.
- 할레스: 할다드의 딸. 할레스 가의 족장.
- 할다르: 할다르의 아들.

### 난쟁이
이들의 역사는 비교적 덜 알려졌다. 또한 가운데땅 역사에 이름을 남긴 이도 적다.
- 아자그할
- 가밀 자락
- 텔카르

### 혼혈
혼혈 자체가 종족인 것은 아니며 위의 종족 간에 결합으로 일어난 특이한 출생만 서술한다. 아래 인물은 모두 친인척 관계다.
- 루시엔: 마이아의 자식. 가장 고귀한 혈통의 여성.
- 에아렌딜: 1시대의 요정, 인간 혼혈의 영웅
- 엘론드: 길 갈라드의 측근.

## 주요 사건
- 다고르 브라골라크: 모르고스의 선공으로 시작된 전쟁. 핑골핀이 죽고 장남 핑곤이 대왕으로 등극한다.

- 니르나에스 아르노에디아드: 요정, 인간, 난쟁이 연합이 모르고스를 상대로 벌인 전쟁. 모르고스의 대승으로 벨레리안드의 패권을 잡았다.

- 분노의 전쟁: 에아렌딜의 구원 요청에 응답한 서쪽의 군대가 모르고스를 상대로 벌인 전쟁.

- 요정의 동족살해: 3번의 동족 간의 학살. 처음을 제외한 두 번 모두 벨레리안드에서 이뤄진다.

- 벨레리안드의 침수: 모르고스의 손길에 회생이 불가능하다 여겨지는 땅 모든 부분이 침수되고 몇 구역은 작은 섬이 되어 1시대 이후에도 있는 벨레리안드 일부는 옷시리안드 너머 청색산맥 근역의 땅만 남는다.